# Sultan-ad-Dawla
Sultan-ad-Dawla   (993 - Siraz, desembre 1024) Abu-Xujà Firuz Sultan-ad-Dawla ibn Bahà-ad-Dawla fou un emir buwàyhida de Fars i l'Iraq (1012-1024).
Va succeir el seu pare Bahà-ad-Dawla quan aquest va morir el 2 de desembre de 1012 i va governar l'Iraq, Khuzestan, Fars i Kirman. Va residir a Siraz. El seu germà Qawam-ad-Dawla es va rebel·lar a Kirman i li va disputar aquesta província de la que va tenir el control i que li fou reconeguda com a vassall. També va haver de lluitar contra altres germans, singularment contra Abu-Alí Hàssan Muixàrrif-ad-Dawla que li va disputar l'Iraq del que finalment es va apoderar (1021/1022) i es va proclamar xahanxà (rei dels reis) i finalment el 1022 Sultan-ad-Dawla li va reconèixer Iraq i part de Khuzestan.
Va morir a Siraz el desembre de 1024 quan tenia 32 anys, només sis mesos abans que el seu germà Muixàrif-ad-Dawla. El va succeir el seu fill Abu-Kalijar, de 16 anys, al que va disputar la successió el seu oncle Abu-l-Fawaris Qawam-ad-Dawla de Kirman durant dos anys; Abu-Kalijar va obtenir la victòria final però Abu-l-Fawaris va conservar Kirman i a la pau entre ambdós del 1027, Abu-Kalijar va acceptar pagar un tribut al seu oncle.